# Murnau (stacja kolejowa)
Murnau (niem. Bahnhof Murnau) – stacja kolejowa w Murnau am Staffelsee, w kraju związkowym Bawaria, w Niemczech. Znajduje się na linii München – Garmisch-Partenkirchen i Ammergaubahn. Według DB Station&Service ma kategorię 4. Stacja jest obsługiwana codziennie przez około 76 pociągów Deutsche Bahn.

## Położenie
Stacja kolejowa znajduje się około 1 km na północny wschód od centrum miasta Murnau i około 500 m na wschód od jeziora Staffelsee. W przeciwieństwie do samej stacji, obiekty położone na wschód i na zachód od budynku znajdują się już w sąsiedniej gminie Seehausen am Staffelsee.

## Linie kolejowe
- München – Garmisch-Partenkirchen
- Murnau – Oberammergau

## Połączenia
| Linia/ Rodzaj pociągu | Trasa | Takt                                     |
| --------------------- | --- | ---------------------------------------- |
| ICE 25                | Werdenfelser Land: Hamburg-Altona – Hannover – Göttingen – Kassel-Wilhelmshöhe – Würzburg – Nürnberg – München – Murnau – Garmisch-Partenkirchen | jedna para w sobotę                      |
| ICE 25                | Zugspitze: Garmisch-Partenkirchen – Murnau – München – Nürnberg – Würzburg – Kassel-Wilhelmshöhe – Göttingen – Hannover – Bremen                 | jedna para w sobotę                      |
| ICe 25                | Zugspitze: Nürnberg – München – Murnau – Garmisch-Partenkirchen                                                                                  | jedna para w sobotę                      |
| ICe 25                | Karwendel: Hamburg-Altona – Berlin – Leipzig – Jena Paradies – Nürnberg – München – Murnau – Garmisch-Partenkirchen – Mittenwald (– Innsbruck)   | poszczególne pociągi dwa razy w tygodniu |
| ICE 41                | Wetterstein: Garmisch-Partenkirchen – Tutzing – München – Nürnberg – Würzburg – Frankfurt (Main) – Köln – Düsseldorf – Essen – Dortmund          | jedna para w sobotę                      |
| RE                    | München – Weilheim – Murnau – Garmisch-Partenkirchen – Mittenwald / (– Lermoos – Reutte in Tirol)                                                | pojedyncze pociągi w godzinach szczytu   |
| RB                    | München – Tutzing – Weilheim – Murnau – Garmisch-Partenkirchen – Mittenwald (– Seefeld in Tirol)                                                 | dwugodzinny                              |
| RB                    | München – Tutzing – Weilheim – Murnau – Garmisch-Partenkirchen – Mittenwald – Seefeld in Tirol – Innsbruck                                       | czterogodzinny                           |
| RB                    | München – Tutzing – Weilheim – Murnau – Garmisch-Partenkirchen                                                                                   | czterogodzinny                           |
| RB                    | München – Tutzing – Weilheim – Murnau (– Garmisch-Partenkirchen)                                                                                 | pojedyncze pociągi w godzinach szczytu   |
| RB                    | Murnau – Bad Kohlgrub – Oberammergau | godzinny                                 |